# Byłem Montgomerym
Byłem Montgomerym (ang. I Was Monty's Double) – brytyjski film sensacyjny z 1958 roku w reżyserii Johna Guillermina. Adaptacja książki autobiograficznej Cliftona Jamesa pod tym samym tytułem (1954). Fabuła filmu jest oparta na autentycznych wydarzeniach z okresu II wojny światowej. 

## Fabuła
Uderzające podobieństwo jednego z aktorów teatru wojskowego do słynnego generała dostrzeżone przez przypadek przez jednego z oficerów brytyjskiego kontrwywiadu, staje się inspiracją do zaangażowania go do roli sobowtóra Montgomery'ego. "Fałszywy" generał ma swoimi nagłaśnianymi wizytami w Afryce Północnej zmylić Niemców co do rzeczywistego celu alianckiej inwazji na kontynent europejski w czerwcu 1944 roku. Mistyfikacja udaje się do tego stopnia, Niemcy dokonują nieudanej próby porwania sobowtóra. 

## Obsada (w nawiasach odtwórcy polskiej wersji dubbingowej)
- M. E. Clifton James – on sam i generał Montgomery (Jan Ciecierski)
- John Mills – mjr Harvey (Saturnin Żórawski)
- Cecil Parker – płk E. F. Logan (Mieczysław Pawlikowski)
- Patrick Allen – płk Mathers
- Patrick Holt – płk Dawson
- Leslie Phillips – mjr Tennant (Ignacy Gogolewski)
- Michael Hordern – gubernator Giblartaru (Jan Kobuszewski)
- Marius Goring – Karl Nielson (Jan Żardecki)
- Barbara Hicks – Hester Baring
- Duncan Lamont – dowódca skrzydła Bates
- Anthony Sagar – wartownik
- John Gale Flght – por. Osborne
- Kenneth J. Warren – Davies
- James Hayter – sierż. Adams
- Sid James – recepcjonista Y.M.C.A.
- MacDonald Parke – amerykański generał
- John Le Mesurier – adiutant RAPC
- Vera Day – Angela
- Patrick Connor – żołnierz
- Sam Kydd – żołnierz
- Alfie Bass – człowiek w pociągu
- Allan Cuthbertson – wartownik
- Harry Fowler – cywil

i in. 

## Produkcja
Fabuła filmu bazuje na autentycznych wydarzeniach (za wyjątkiem próby porwania sobowtóra przez niemieckie komando, która nigdy nie miała miejsca). Scenariusz został oparty na wydanej w 1954 roku autobiograficznej książce Cliftona Jamesa – podczas wojny aktora teatralnego i porucznika Royal Army Pay Corps, na którego niezwykłe podobieństwo do gen. Montgomery'go zwrócił wywiad kontrwywiad brytyjski i postanowił użyć go jago sobowtóra słynnego dowódcy.  
Wiele scen z filmu zostało nakręconych w autentycznych plenerach (Ramsgate, Liverpool Street Station, Londyn, Loseley Park w Guildford,  baza lotnicza RAF w Northolt, Gibraltarze i jego okolicach, Algierze, Tangerze i w Benalmádenie k. Malagi). W filmie wykorzystano również zdjęcia z wojennych kronik filmowych.
Po uroczystej premierze, film zyskał bardzo pozytywne recenzje krytyków. Film odniósł spory sukces finansowy na rynku brytyjskim. W listopadzie 1958 w londyńskim Warner Theatre film obejrzał sam Montgomery (przez zgromadzoną na seansie publiczność został mylnie rozpoznany jako swój sobowtór – Clifton James). Po latach British Film Institute plasuje go w piątce najważniejszych brytyjskich filmów szpiegowskich. Przez krytyków i historyków kina uważany jest za jeden z najlepszych brytyjskich filmów wojennych. W styczniu 1959 roku, za sprawą NTA film "wszedł" na rynek amerykański i kanadyjski. Był promowany na specjalnych seansach z udziałem Cliftona Jamesa. Zyskał sobie bardzo przychylne recenzje krytyków. Ten sam dystrybutor rozpowszechniał go wcześniej we Francji i Holandii, a następnie w krajach Ameryki Łacińskiej i Dalekiego Wschodu. 
W Polsce film miał swoją premierę jesienią 1963 roku. Był wyświetlany z polskojęzyczną wersją dubbingową w reż. Marii Olejniczak. Zyskał przychylne recenzje. Chwalono aktorstwo i zręcznie stopniowane napięcie. Jak pisała Alicja Helman w swoim Leksykonie filmów sensacyjnych: "W powodzi "romantycznych" filmów sensacyjno-szpiegowskich utwór Guillermina wyróżnia się prostotą, ujmował elementami komediowymi i ciepłym potraktowaniem postaci". 